# Сейд (магия)
Сейд (др.-сканд. seiðr) — вид ведовства, известный по скандинавским сагам. Этимология слова «seiðr» неясна, но возможные когнаты в древнеанглийском и древневерхненемецком языках имеют значения «струна, тетива, натянутая верёвка» или «сеть, силок, ловушка»; через первое значение иногда объясняется использование в сейдических ритуалах магической прялки («сейдстаф», seiðstafr). «Природа» сейда и детали сейдической практики являются предметом споров среди специалистов. Имеется предположение, что сейд был шаманской по своей природе практикой и включал в себя характерные для шаманизма визионерские «путешествия». Сейдом занимались преимущественно женщины («вёльвы» völva или «сейдконы» seiðkona), однако существовали и мужчины, практиковавшие сейд («сейдмады» seiðmað). Несмотря на это, в целом сейд считался «немужественным», «бабским» занятием, недостойным мужчины (ergi); в «Перебранке Локи» Локи высмеивает Одина за владение сейдом. Один, культ которого имел явственные шаманские коннотации, имел тесные связи с сейдом. Мастерицей сейда считается также Фрейя. В Саге об Инглингах утверждается, что изначально сейд был магией ванов, но Фрейя обучила ему и асов, когда присоединилась к ним. Некоторые учёные связывают происхождение сейда с саамской шаманской традицией нойда.
В современном неоязычестве под сейдом понимаются различные практики и техники, вдохновлённые дохристианскими религиями Европы.